# Pneusol
Pneusol – metoda wzmacniania skarp i zboczy za pomocą zużytych opon, opracowana we Francji w 1981 r. Polega na zbudowaniu z opon ściany oporowej lub uformowaniu ściany czołowej nasypu, wzmocnionej zakotwieniami z opon lub kotew gruntowych.